# Straight from the Heart (1994)
Straight from the Heart é um documentário curta-metragem americano de 1994 dirigido por Dee Mosbacher e co-dirigido por Frances Reid. Foi indicado ao Oscar de melhor documentário de curta-metragem.
O documentário explorou as relações entre pais heterossexuais e seus filhos gays. O filme inclui entrevistas emocionantes com um casal heterossexual que não aprovava a homossexualidade e rejeitou seu filho gay, que morreu de AIDS pouco depois.